# Gametest
 Denne artikel bør gennemlæses af en person med fagkendskab for at sikre den faglige korrekthed.

Gametest er et dansk tv-program, der blev udsendt første gang den 6. Juni 2000 og den 6. Juni 2023 var sidste dag for programmmet. I alt har de lavet 569 udsendelser.
Der blev produceret en udsendelse hver 14. dag, som omhandlende computerspil og konsolspil.
Programmet blev sendt på kanalen dk4 – den primære udsendelse blev sendt hver mandag (se programoversigt), som blev suppleret af en række genudsendelser i løbet af ugen.
På YouTube under GametestDanmark kan brugere gense alle indslag, og programmet kan også hentes via iTunes.

## Personligheder
Gametest består af følgende personligheder: [kilde mangler]
- Allan Nielsen – startede programmet i maj måned 2000
- Dennis Nielsen – startede programmet i maj måned 2000
- Kristian Bak – startede på programmet i 2004
- Peter Grønfeldt – startede på programmet i 2004
- Johannes Wørts – startede på programmet i 2006
- Tommy Ramussen – startede på programmet i 2006
- Lars Gadgaard – startede på programmet i 2008
- Peter Wørts – startede på programmet i 2009
- Morten Kornum – startede på programmet i 2010

## Fodnoter
1. ↑  Gametest takker af for denne gang - YouTube